# 亚尔马·梅林
罗伯特·亚尔马·梅林（瑞典語：Robert Hjalmar Mellin，1854年6月19日—1933年4月5日)，芬兰数学家和函数理论专家。

## 生平
梅林就读于赫尔辛基大学，随后至柏林在卡尔·魏尔斯特拉斯及利奥波德·克罗内克门下學習，后来也去过斯德哥尔摩学习。1884年他成为赫尔辛基大学的数学讲座教授，并在同年被任命为赫尔辛基理工学院（Polytechnic Institute in Helsinki）的高级讲师。1897年梅林获得了教授头衔。在1904至1908年间他担任理工学院的校长。当学院改成赫尔辛基理工大学后他在1908至1926年间长时间地担任数学教授。
他因为积分变换中的梅林变换而为人们所知。在他的职业生涯後期，因他对相对论的批判而闻名。他试图从哲学角度反驳相对论，並以此發表多篇論文。

## 个人生活
他的个人生活中，他被称为直言不讳的芬兰语支持者，即支持将芬兰语作为政府和文化的语言，而不支持在芬兰大公国直至那时主要使用的瑞典语。
梅林结过两次婚，并在第一次婚姻中有四个孩子。